# 69 (film)
69 je japonský film z roku 2004 natočený podle stejnojmenného románu japonského spisovatele Rjú Murakamiho.

## Děj
Děj se odehrává roku 1969 ve městě Sasebo na jihu Japonska, které je výrazně ovlivněné přítomností americké vojenské základny. Skupinka středoškoláků vedená Kenem Jazakim se vzhlíží v tehdejší pop-kultuře a vzdoruje proti své škole a celkově společenskému systému. Společně zosnují větší a menší výtržnictví, ale jejich největším cílem je zorganizovat ve městě kulturní festival kombinující hudbu, film a divadlo. To se však neobejde bez komplikací.

## Obsazení
- Satoši Cumabuki jako Kensuke „Ken“ Jazaki
- Masanobu Andó jako Tadaši „Adama“ Jamada
- Júta Kanai jako Manabu Iwase
- Asami Mizukawa jako Mie Nagajama
- Rina Óta jako Kazuko „Lady Jane“ Macui
- Jóko Micuja jako Jumi Sató
- Hirofumi Arai jako Bančó
- Hideko Hara jako Kenova matka
- Ittoku Kišibe jako učitel Macunaga
- Džun Kunimura jako detektiv Sasaki
- Kjóhei Šibata jako Kenův otec
- Kenny Scott jako vojenský důstojník